# شامير أندرسون
شامير أندرسون هو ممثل كندي ولد في 6 مايو 1991. بدأ مشواره الفني في 2010. والداه ولدا في سبانيش تاون،جامايكا.